# Lisnowo (gromada)
Lisnowo – dawna gromada, czyli najmniejsza jednostka podziału terytorialnego Polskiej Rzeczypospolitej Ludowej w latach 1954–1972.
Gromady, z gromadzkimi radami narodowymi (GRN) jako organami władzy najniższego stopnia na wsi, funkcjonowały od reformy reorganizującej administrację wiejską przeprowadzonej jesienią 1954 do momentu ich zniesienia z dniem 1 stycznia 1973, tym samym wypierając organizację gminną w latach 1954–1972.
Gromadę Lisnowo z siedzibą GRN w Lisnowie utworzono – jako jedną z 8759 gromad na obszarze Polski – w powiecie grudziądzkim w woj. bydgoskim, na mocy uchwały nr 24/6 WRN w Bydgoszczy z dnia 5 października 1954. W skład jednostki weszły obszary dotychczasowych gromad Lisnowo i Szarnoś ze zniesionej gminy Świecie n/Osą oraz obszary dotychczasowych gromad Lisnówko i Partęczyny ze zniesionej gminy Łasin w tymże powiecie. Dla gromady ustalono 23 członków gromadzkiej rady narodowej.
10 kwietnia 1956 (z mocą obowiązującą wstecz od 29 lutego 1956) z gromady Lisnowo wyłączono część wsi Widlice o obszarze 9,75,67 ha (działka parc. II bez księgi wieczystej z parcelacji majątku Widlice), włączając ją do gromady Szonowo w tymże powiecie w tymże województwie.
31 grudnia 1959 do gromady Lisnowo włączono wieś Mędrzyce z gromady Świecie n/Osą w tymże powiecie.
1 stycznia 1972 gromadę Lisnowo połączono z gromadą Świecie nad Osą, tworząc z ich obszarów gromadę Świecie nad Osą z siedzibą Gromadzkiej Rady Narodowej w Świeciu nad Osą w tymże powiecie (de facto gromadę Lisnowo zniesiono, włączając jej obszar do gromady Świecie nad Osą).